# إد هيرن (لاعب كرة قاعدة)
إد هيرن (بالإنجليزية: Ed Hearne) هو لاعب كرة قاعدة أمريكي، ولد في 17 سبتمبر 1887 في فينتورا في الولايات المتحدة، وتوفي في 8 سبتمبر 1952 في Sawtelle, Los Angeles ‏ في الولايات المتحدة.

## وصلات خارجية
- إد هيرن (لاعب كرة قاعدة) على موقعبيزبول رفرنس.كوم (الدوري الرئيسي) (الإنجليزية)
- إد هيرن (لاعب كرة قاعدة) على موقعبيزبول رفرنس.كوم (الدوري الثانوي) (الإنجليزية)
- إد هيرن (لاعب كرة قاعدة) على موقع جمعية أبحاث البيسبول الأمريكية (الإنجليزية)